# Василець Євгеній Євгенійович
Євгеній Євгенійович Василець — солдат Збройних Сил України, учасник російсько-української війни, який загинув у ході російського вторгнення в Україну в 2022 році.

## Життєпис
Євген Василець вступив до Криворізького державного педагогічного університету у 2010 році, де вивчав історію та право. 
Брав участь у виступах студентів Кривого Рогу під час Євромайдану.  Після закінчення університету у 2015 році, проходив строкову службу у Збройних Силах України з листопада 2015 року по листопад 2016 року. 
Після служби у армії працював вчителем історії у Криворізькій гімназії № 101. У вересні 2020 року був знову призваний до Збройних Сил України на військову службу за контрактом та потратив до складу 93 ОМБр. 
У березні 2022 року загинув у боях з російського армією під час повномасштабного вторгнення Росії до України . Указом Президента України від 31 березня 2022 року був нагороджений посмертно орденом «За мужність» III ступеня. 

## Нагороди
- орден «За мужність» III ступеня (2022, посмертно) — за особисту мужність і самовіддані дії, виявлені у захисті державного суверенітету та територіальної цілісності України, вірність військовій присязі[4].